# Erbim Fagu
Erbim Fagu (Tirana, 15 aprile 1987) è un ex calciatore albanese, di ruolo difensore.

## Palmarès

### Club

#### Competizioni nazionali
- Campionato albanese: 4

Skënderbeu: 2010-2011, 2011-2012, 2012-2013, 2013-2014
- Coppa d'Albania: 1

Besa Kavajë: 2009-2010
- Supercoppa d'Albania: 2

KF Tirana: 2007
Skënderbeu: 2013